# وی
وی (به ژاپنی ウィー, Wī - به انگلیسی Wii) یک کنسول بازی خانگی نسل هفتم است که توسط نینتندو در ۱۹ نوامبر ۲۰۰۶ عرضه شد. وی به عنوان کنسول بازی نسل هفتم رقیب اصلی ایکس‌باکس ۳۶۰ از مایکروسافت و پلی استیشن ۳ از سونی است. نینتندو گفته‌است که این کنسول برای استفاده افراد بیشتری نسبت به دو رقیب خود طراحی شده. تا آوریل ۲۰۱۱ وی با فروش بالاتر از دو رقیب خود پلی استیشن ۳ و ایکس‌باکس ۳۶۰ پرفروشترین کنسول نسل خود به‌شمار می‌رود، و در دسامبر ۲۰۰۹ رکورد پرفروشترین کنسول بازی را در آمریکا طی یک ماه شکسته‌است.

یک ویژگی مشخص این کنسول، کنترلر وایرلس آن، وی ریموت، است که می‌تواند به عنوان یک وسیله اشاره کننده دستی به کار رود و حرکات را در فضای سه‌بعدی تشخیص دهد. یکی دیگر از مشخصات به کار رفته در این کنسول وی‌کانکت۲۴ است، که قابلیت دریافت پیام و آپدیت را در زمانی که سیستم در حالت آماده به کار باشد، را دارد.

وی پنجمین کنسول خانگی نینتندو و جانشین نینتندو گیم‌کیوب است که به‌طور کامل قابلیت سازگاری عقبرو را با تمامی بازی‌ها و بیشتر لوازم جانبی گیم‌کیوب دارد. نینتندو نخستین بار در مورد این کنسول در نشست خبری نمایشگاه الکترونیک اکسپو ۲۰۰۳ سخن گفت و بعدها در نمایشگاه الکترونیک اکسپو ۲۰۰۵ از آن پرده‌برداری کرد. مدیرعامل شرکت نینتندو ساتورو یاواتا یک نمونه اولیه از وی ریموت را در سپتامبر ۲۰۰۵ در نمایشگاه بازی توکیو نشان داد. در نمایشگاه الکترونیک اکسپو ۲۰۰۶، وی برای نخستین بار چندین جایزه را از آن خود کرد. در ۸ دسامبر ۲۰۰۶ وی فروش خود را در چهار بازار کلیدی به‌طور کامل آغاز کرد.

## مشخصات
- در ۱۹ نوامبر ۲۰۰۶ عرضه شد.
- آمار فروش آن برابر است با ۵۲٫۶۲ میلیون دستگاه (تا اوت ۲۰۰۹) است. همچنین وی پرفروش‌ترین کنسول نسل هفتم است.

## نام
در مورد دلیل انتخاب نام وی، نظرات مختلفی وجود دارد ولی احتمالاً بهترین توصیف، به هنگام معرفی کنسول برای اولین بار عنوان شده‌است:
تلفظ وی مانند we انگلیسی است که تأکیدی است بر این امر که این کنسول متعلق به همه ما است. وی به راحتی توسط مردم همه جای دنیا به خاطر سپرده می‌شود، مستقل از اینکه به چه زبانی صحبت می‌کنند. نه گیج شدنی هست و نه خلاصه کردنی. فقط همان وی.

## شکل ظاهری
ابعاد این دستگاه عبارت است از ۱۷۵*۲۱۵٫۴*۴۴ میلی‌متر و در رنگ سفید و مشکی منتشر می‌شود که البته با روکش‌هایی می‌توان به رنگ‌های صورتی، آبی و حتی سبز تبدیل کرد. وزن «وی» برابر ۲٫۱ کیلوگرم است که در مقابل رقیبان خود سبکترین وزن را دارد.

## سیستم تهویه
یک سیستم تهویه ۶ سانتی‌متری این کنسول را خنک می‌کند.

## آرشیو نرم‌افزاری

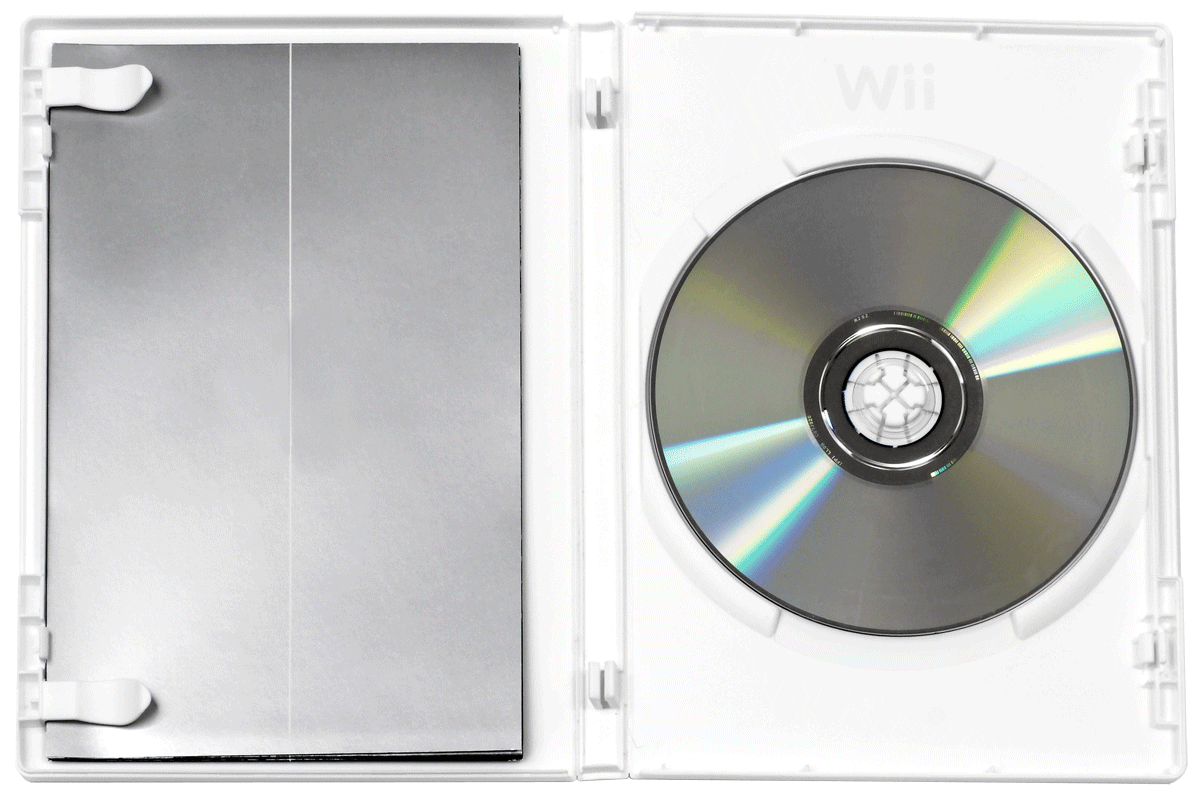
دیسک نوری وی در بسته‌بندی

کپی‌های بازی وی در بازار خرده فروشی بر روی دیسکهای نوری وی که مشابه با دی‌وی‌دی می‌باشند عرضه می‌شود. این دیسکها در بسته‌بندی به همراه راهنمای بازی عرضه می‌شوند. دیسک‌های ۱۲ سانتی‌متری وی و دیسک‌های ۸ سانتی‌متری گیم‌کیوب را می‌توان با وی اجرا کرد. علاوه بر دیسک‌های نوری وی می‌توان از سرویس‌های کنسول مجازی و وی‌ویر که بخشی از خدمات برخط کانال وی‌شاپ می‌باشند برای خرید بازی به صورت آنلاین استفاده نمود.

سرویس کنسول مجازی اجازه می‌دهد دارندگان وی بازی‌هایی را که در اصل برای کنسول‌های قدیمی‌تر نینتندو شامل ان‌ای‌اس - سوپر نینتندو - نینتندو ۶۴ به همراه کنسول‌های قدیمی سایر شرکت‌ها شامل سگا مستر سیستم و سگا مگا درایو از شرکت سگا. توربوگراف‌اکس-۱۶/پی‌سی‌انجین از شرکت ان‌ای‌سی به همراه کنسول نیو جیو از شرکت اس‌ان‌کی و کمودور ۶۴ و همچنین بازی‌های انتخابی از دستگاه‌های آرکاد می‌باشد. بازی‌های کنسول مجازی توسط اینترنت پرسرعت قابل دانلود بر روی حافظه داخلی یا کارت SD می‌باشند که پس از دانلود از منوی وی یا منوی SD قابل اجرا است.

سرویس وی‌ویر سرویسی مشابه با کنسول مجازی بوده و برای بازی‌هایی است که فقط به صورت آنلاین منتشر می‌شوند و مشابه با سرویس‌های ایکس‌باکس لایو آرکاد و پلی استیشن استور است.

## دسته‌های بازی

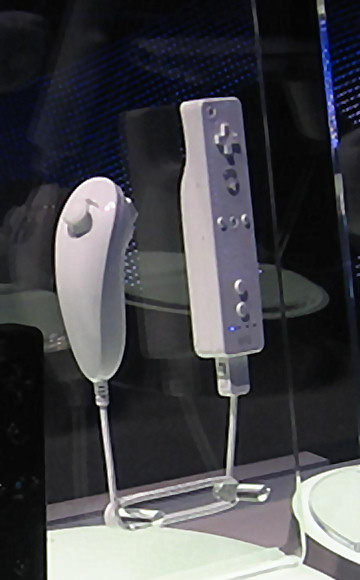
دسته‌های وی

دسته‌های وی از تکنولوژی حس گر حرکات بهره مندند که به وسیلهٔ آن قطعه الکترونیکی حرکت را حس می‌کند؛ مثلاً می‌توان دسته را مانند چوب بیسبال در دست گرفت و مانند ضربه زدن به توپ از آن استفاده کرد. قطعه با استفاده از سرعت و زاویه حرکت اطلاعات مشابه را در کنسول ثبت می‌کند و توپ فرضی به جایی می‌رود که اگر دسته، چوب بیسبال بود به‌طور واقعی می‌رفت.نتایج نشان داده‌است که این ورزش‌ها موجب لاغری و تناسب مطلوب بدن هم می‌شوند.

## مشخصات درونی
سی‌پی‌یو «وی» فقط ۷۲۹ مگاهرتز است که در مقابل پلی استیشن ۳ که دارای هفت SPEکه فرکانس هر کدام از آن‌ها ۳٫۲ گیگاهرتز است، ضعیفتر می‌باشد و بازی‌های وی از گرافیک پایین‌تری برخوردارند. جی‌پی‌یو «وی» هم ساخت شرکت ای‌تی‌آی است.

## مصرف برق
«وی» یک یازدهم دو رقیب خود، ایکس باکس ۳۶۰ و پلی استیشن ۳، برق مصرف می‌کند.

## قیمت
- قیمت رسمی آن هم‌اکنون۱۴۹٫۹۹ دلار می‌باشد.